# 土居聖真
土居聖真（1992年5月21日—），日本足球運動員，現效力日職球隊鹿島鹿角，前日本國家足球隊成員，司職前鋒。

## 俱樂部生涯
2015年土居圣真代表鹿岛鹿角在亚冠小组赛的处子秀就完成进球。随后的两年中他接连夺得日职联赛冠军、天皇杯与日本超级杯冠军。亚冠2018决赛首回合他送出助攻，鹿岛鹿角2-0战胜波斯波利斯。当赛季鹿岛鹿角成功夺得亚冠冠军。 
依靠土居圣真的进球，鹿岛鹿角1:0战胜了甲府风林，晋级本赛季的天皇杯4强，12月5日将与浦和红钻进行半决赛。 
2018年世俱杯半决赛皇家马德里3比1取胜鹿岛鹿角，加雷斯·贝尔上演帽子戏法，土居圣真打进一球。

## 國家隊生涯
今天下午，日本足协在其官网发布通告称，正在备战东亚杯集训的的大阪樱花球员清武弘嗣因伤退出集训，日本足协紧急补召鹿岛鹿角中场球员土居圣真作为替代。